# Evangelische Medienakademie
Die Evangelische Medienakademie ist Teil des Kommunikationswerks der Nordkirche in Hamburg und bietet Kurse zu Journalismus und Öffentlichkeitsarbeit an.

## Geschichte
Bereits 1949 unter dem Namen Christliche Presse Presse Akademie (cpa) in Bad Boll gegründet, war sie nach mehreren Umzügen von 2009 bis 2015 in Düsseldorf angesiedelt. Ab 1973 gehörte die Marke Evangelische Medienakademie dem Gemeinschaftswerk der Evangelischen Publizistik (GEP) an, der zentralen publizistischen Einrichtung der Evangelischen Kirche in Deutschland (EKD). Zuletzt gehörte die Evangelische Medienakademie zum Evangelischen Medienverband im Rheinland. Ein Teil der professionellen Journalistenaus- und Weiterbildung ging in der Medienakademie Ruhr auf.
2019 wanderte die Marke unter das Dach der Nordkirche im Amt für Öffentlichkeitsdienst in Hamburg. Sie verbindet dort die journalistischen Fortbildungsangebote des bisherigen „Medienbüro Hamburg“ mit dem „Studiengang Öffentlichkeitsarbeit“ (kein Hochschulabschluss, sondern eigenes Zertifikat) sowie den Fortbildungsangeboten für kirchliche Öffentlichkeitsarbeit in der Nordkirche.

## Selbstverständnis
Die Evangelische Medienakademie ist eine kirchliche Einrichtung zur Aus- und Weiterbildung von Journalisten. Die evangelische Nordkirche will dabei mitwirken, Grundlagen für einen gleichzeitig professionellen und verantwortungsbewussten Journalismus zu legen. Sie sieht sich in besonderer Weise der Vermittlung ethischer, die journalistische Berufsrolle begründender Werte und Maßstäbe verpflichtet. Deshalb engagiert sich die Nordkirche bei der Förderung journalistischer Kompetenz und Qualifikation. Das gilt gleichermaßen für Mitarbeitende in den kirchlichen wie in den säkularen Medien.

## Angebot
Mehr als 100 Kurse mit gut 1000 Kursplätzen werden jährlich in den drei Programmformaten angeboten. Die meisten davon sind auf die Vermittlung von journalistischen Kompetenzen in der digitalen Kommunikation ausgerichtet, von der Arbeit mit den sozialen Medien und der Suchmaschinenrecherche bis zu Kursen zum multimedialen Storytelling oder Mobile Reporting. Evangelisches Profil zeigt die Medienakademie durch Kurse zu ethischen Grundsätzen im Journalismus oder zum professionellen Umgang mit Hate-Speech im Netz.
Die Angebote der Evangelischen Medienakademie im Bereich Journalismus sind offen für alle. Sie arbeitet unabhängig von Verlagen und politischen Einflüssen. Das Seminarprogramm in der kirchlichen Öffentlichkeitsarbeit richtet sich an alle, die in der Nordkirche als Ehrenamtliche oder hauptberuflich beschäftigt sind.

## Evangelische Journalistenschule
1995 wurde unter dem Dach der Medienakademie die Evangelische Journalistenschule (EJS) gegründet, die in Berlin Journalisten ausbildet. Nachdem die Medienakademie am 1. Januar 2009 dem Evangelischen Medienverband im Rheinland zugeordnet wurde, verblieb die Ausbildung in der EJS am Standort Berlin unter dem Dach des Gemeinschaftswerk der Evangelischen Publizistik.

## Weblink
- Offizielle Webpräsenz der Evangelischen Medienakademie